# ديفيد ألان بلاك
ديفيد ألان بلاك (بالإنجليزية: David Alan Black)‏ هو عالم الكتاب المقدس أمريكي، ولد في 1952.